# Clemens August von Korff gen. Schmising zu Tatenhausen

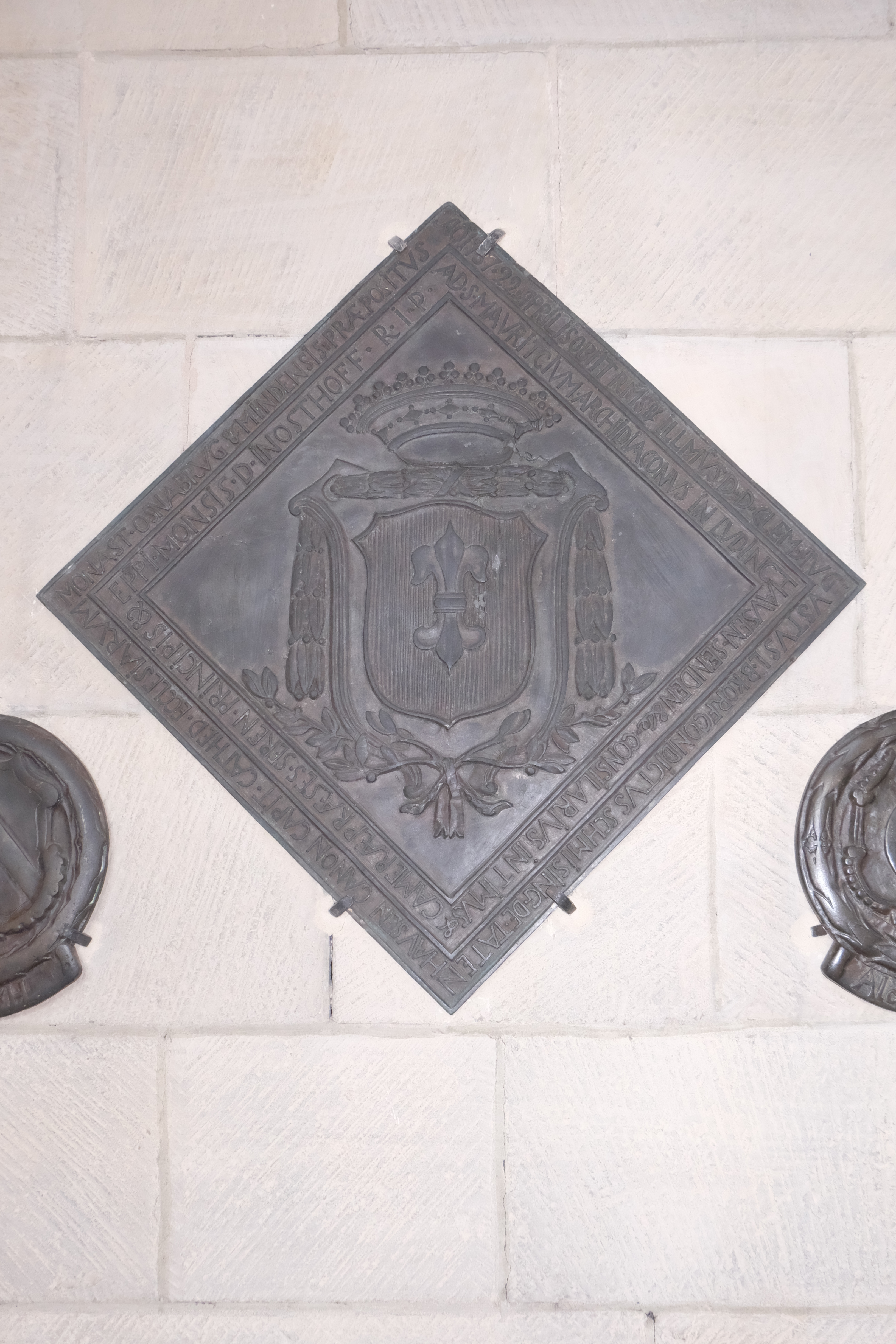
Grabplatte im Dom zu Münster

Clemens August von Korff gen. Schmising zu Tatenhausen (* 15. Februar 1721; † 22. April 1787 Münster) war Amtsdroste in Dülmen und Präsident der fürstbischöflichen Hofkammer.

## Leben

### Herkunft und Familie
Als Sohn der Eheleute Caspar Heinrich Matthias von Korff gen. Schmising zu Tatenhausen und Antonia Helena von Landsberg zu Erwitte (1697–1739) geboren, entstammte Clemens August der uralten westfälischen Adelsfamilie von Korff. Sein älterer Bruder Franz Otto war Amtsdroste in Cloppenburg und kurkölnischer Kämmerer.

### Werdegang und Wirken
Im Jahre 1736 erhielt Clemens August eine Dompräbende in Passau und sechs Jahre später durch päpstliche Bestimmung für den Dom in Münster. Nach dem Amtsverzicht seines Bruders erhielt er im Jahre 1747 auch die Dompräbende in Osnabrück. Eine weitere Präbende erhielt er 1753 für den Dom in Minden (sog. Galensche Erbpräbende).
Am 12. November 1761 wurde er zum Amtsdrosten des Amtes Dülmen bestallt. Nach dem Tod seines Vorgängers Ferdinand von der Reck hatte Clemens August am 23. September um dieses Amt gebeten, jedoch war das Domkapitel zunächst uneinig, ob es dieses Amt vergeben dürfe. Schließlich gab es hierfür eine Mehrheit und der neue Landesherr bestätigte am 3. Dezember die Bestallung.
Die Ernennung zum Präsidenten der Hofkammer war am 13. August 1744. Dieses geschah möglicherweise vor dem Hintergrund, ihn von einer Kandidatur für das Amt des Domdechanten abzuhalten. Kurz vor seinem Tod verzichtete er am 23. März 1787 auf die Dompräbende in Osnabrück.

### Sonstiges
Clemens August wurde am 24. April 1787 im Dom zu Münster bestattet.